# Tillandsia lydiae
Tillandsia lydiae là một loài thuộc chi Tillandsia. Đây là loài đặc hữu của México.